# Afonso Alves
Afonso Alves Martins Jr. (født d. 30. januar 1981 i Belo Horizonte, Brasilien) er en brasiliansk tidligere fodboldspiller.
Alves startede sin karriere hos Atlético Mineiro fra hans hjemland, men skiftede hurtigt til den svenske liga, Allsvenskan, hos klubberne Örgryte IS og Malmö FF. Hos Malmö FF var han længe fast i angrebet sammen med Markus Rosenberg (nu Ajax Amsterdam). Alves blev i sommeren 2006 købt af SC Heerenveen for 4,5 millioner euro, og er dermed den dyreste spiller SC Heerenveen har købt i historien. Han er desuden indehaver af rekorden for flest scorede mål i en ligakamp i Holland med sine 7 mål mod Heracles i 9-0 sejren 7. oktober 2007 – derved slog han Marco Van Bastens gamle rekord på 6 mål.

## Karriere
| Sæson     | Klub          | Land    | Liga        | Kampe | Mål                        |
| --------- | ------------- | ------- | ----------- | ----- | -------------------------- |
| 2002      | Örgryte IS    | Sverige | Allsvenskan | 18    | 13                         |
| 2003      | Örgryte IS    | Sverige | Allsvenskan | 21    | 10                         |
| 2004      | Malmö FF      | Sverige | Allsvenskan | 24    | 12                         |
| 2005      | Malmö FF      | Sverige | Allsvenskan | 24    | 14                         |
| 2006      | Malmö FF      | Sverige | Allsvenskan | 7     | 3                          |
| 2006/2007 | SC Heerenveen | Holland | Eredivisie  | 31    | 34 2007/2008 Middlesbrough |
| I alt     |               |         |             | 125   | 86                         |